# NGC 409
NGC 409 je galaksija u zviježđu Kipar.

## Vanjske poveznice
- SEDS: NGC 409